# Rina Katsuta
Rina Katsuta (勝田里奈, Katsuta Rina, née le 6 avril 1998 à Tokyo, au Japon) est une chanteuse et idole japonaise du Hello! Project, membre depuis 2011 du groupe de J-pop S/mileage renommé Angerme en 2015.

## Biographie
Rina Katsuta est intégrée en juin 2009 au Hello! Pro Egg, qui forme les élèves du H!P. En août 2011, elle est choisie par le producteur Tsunku après une audition nationale pour rejoindre S/mileage, avec quatre autres nouvelles membres. Elle participe également au groupe Mobekimasu avec les autres membres du H!P durant les mois qui suivent.

## Groupes
Au sein du Hello! Project
- Hello! Pro Egg (2009–2011)
- S/mileage (2011–2019)
- Hello! Project Mobekimasu (2011)
- Sato no Akari (2014)

## Discographie

### Avec S/mileage / Angerme
Singles
- 28 septembre 2011 : Tachia Girl
- 28 décembre 2011 : Please Miniskirt Post Woman
- 1er février 2012 : Chotto Matte Kudasai!
- 2 mai 2012 : Dot Bikini
- 22 août 2012 : Suki yo, Junjō Hankōki
- 28 novembre 2012 : Samui ne
- 20 mars 2013 : Tabidachi no Haru ga Kita
- 3 juillet 2013 : Atarashii Watashi ni Nare! / Yattaruchan
- 18 décembre 2013 : Ee ka!? / "Ii Yatsu"
- 30 avril 2014 : Mystery Night! / Eighteen Emotion
- 20 août 2014 : Aa Susukino/Chikyuu wa Kyou mo Ai wo Hagukumu
- 4 février 2015 : Taikibansei / Otome no Gyakushuu
- 22 juillet 2015 : Nanakorobi Yaoki / Gashinshoutan / Mahoutsukai Sally
- 11 novembre 2015 : Desugita Kui wa Utarenai / Dondengaeshi / Watashi
- 27 avril 2016 : Tsugitsugi Zokuzoku / Itoshima Distance / Koi Nara Tokku ni Hajimatteru
- 19 octobre 2016 : Umaku Ienai / Ai no Tame Kyou Made Shinkashite Kita Ningen, Ai no Tame Subete Taikashita Ningen / Wasurete Ageru
- 21 juin 2017 : Ai Sae Areba Nanni mo Iranai / Namida Iro no Ketsui / Majokko Megu-chan
- 13 décembre 2017 : Manner Mode / Kisokutadashiku Utsukushiku / Kimi Dake ja nai sa...friends (DVD single)
- 9 mai 2018 : Nakenai ze・・・Kyoukan Sagi / Uraha=Lover / Kimi Dake ja nai sa...friends (2018 Acoustic Ver.)
- 31 octobre 2018 : Tade Kuu Mushi mo Like it! / 46okunen LOVE
- 10 avril 2019 : Koi wa Accha Accha / Yumemita Fifteen
- 20 novembre 2019 : Watashi wo Tsukuru no wa Watashi / Zenzen Okiagarenai SUNDAY

Albums
- 30 mai 2012 : S/mileage Best Album Kanzenban 1
- 22 mai 2013 : 2 Smile Sensation
- 25 novembre 2015 : S/mileage / Angerme Selection Album "Taiki Bansei"
- 15 mai 2019 : Rinnetenshou ~ANGERME Past, Present & Future~

### Autres participations
- 16 novembre 2011 : Busu ni Naranai Tetsugaku (avec Hello! Project Mobekimasu)
- 24 avril 2014 : Aa, Subarashiki Hibi yo / Dream Last Train / Kodachi wo Nukeru Kaze no You ni (嗚呼、素晴らしき日々よ / Dream Last Train / 木立を抜ける風のように?) (avec Sato no Akari / Triplet / ODATOMO)

## Filmographie
Films
- 2012 : Kaidan Shin Mimibukuro Igyou (怪談新耳袋・異形) (Haruka)

Dramas
- 2011–2012 : HELLO! PRO TIME (ハロプロ！ＴＩＭＥ)
- 2012 : S/mileage no Sono Joshiki Choto Mate Kudasai! (スマイレージのその常識チョトマテクダサイ!)

## Liens
- (ja) Profil officiel avec Angerme